# Backa Röd

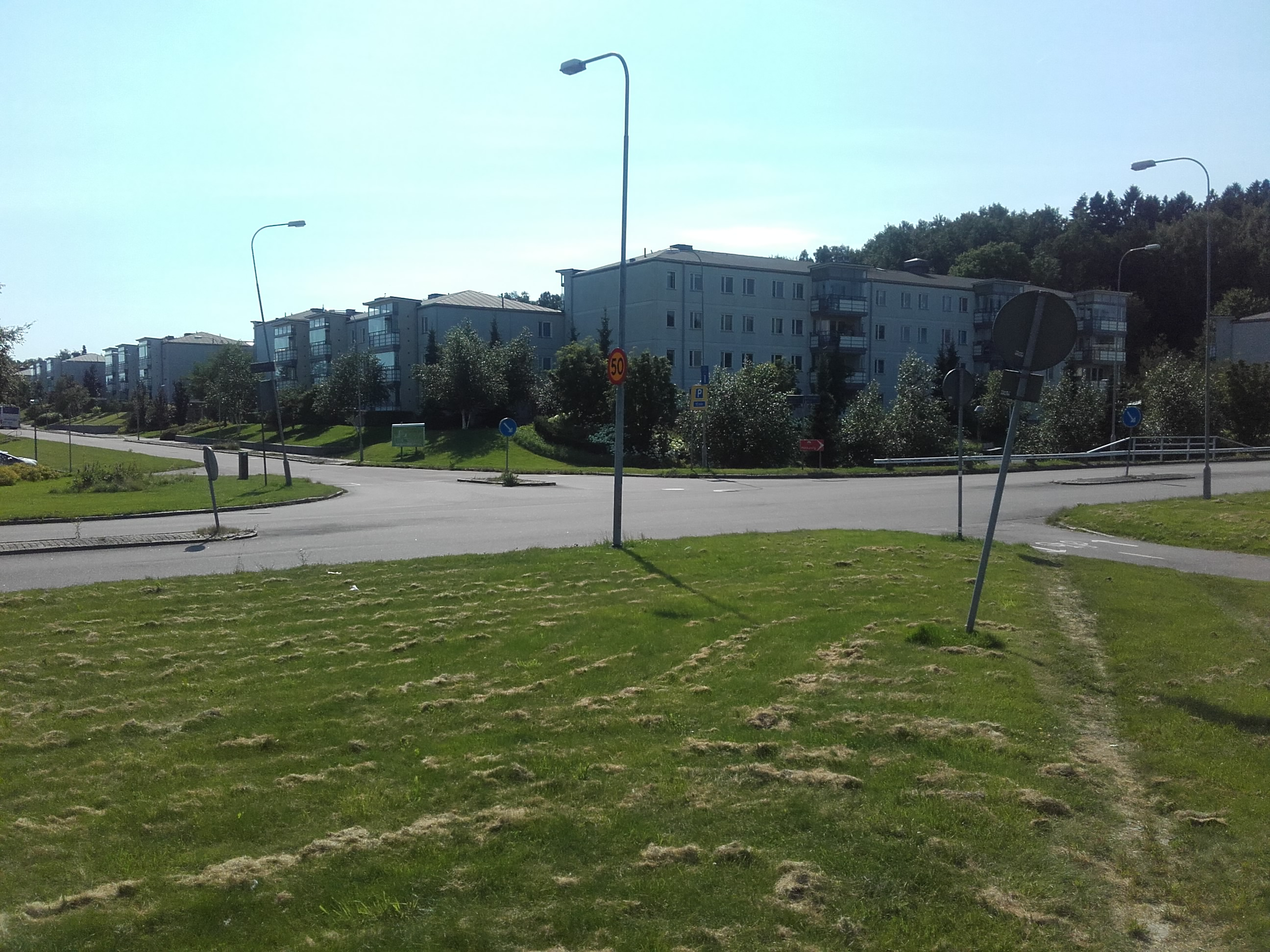
Backa Röd sett från Backadalsgatan.

Backa Röd är ett hyreshusområde med 1 500 lägenheter beläget i stadsdelen Backa på Hisingen i Göteborg. Namndelen röd betyder sannolikt röjd mark. I stadsdelen finns idrottsplatsen Backavallens IP och Göteborgs första näridrottsplats.